# Hydraulisch bindmiddel

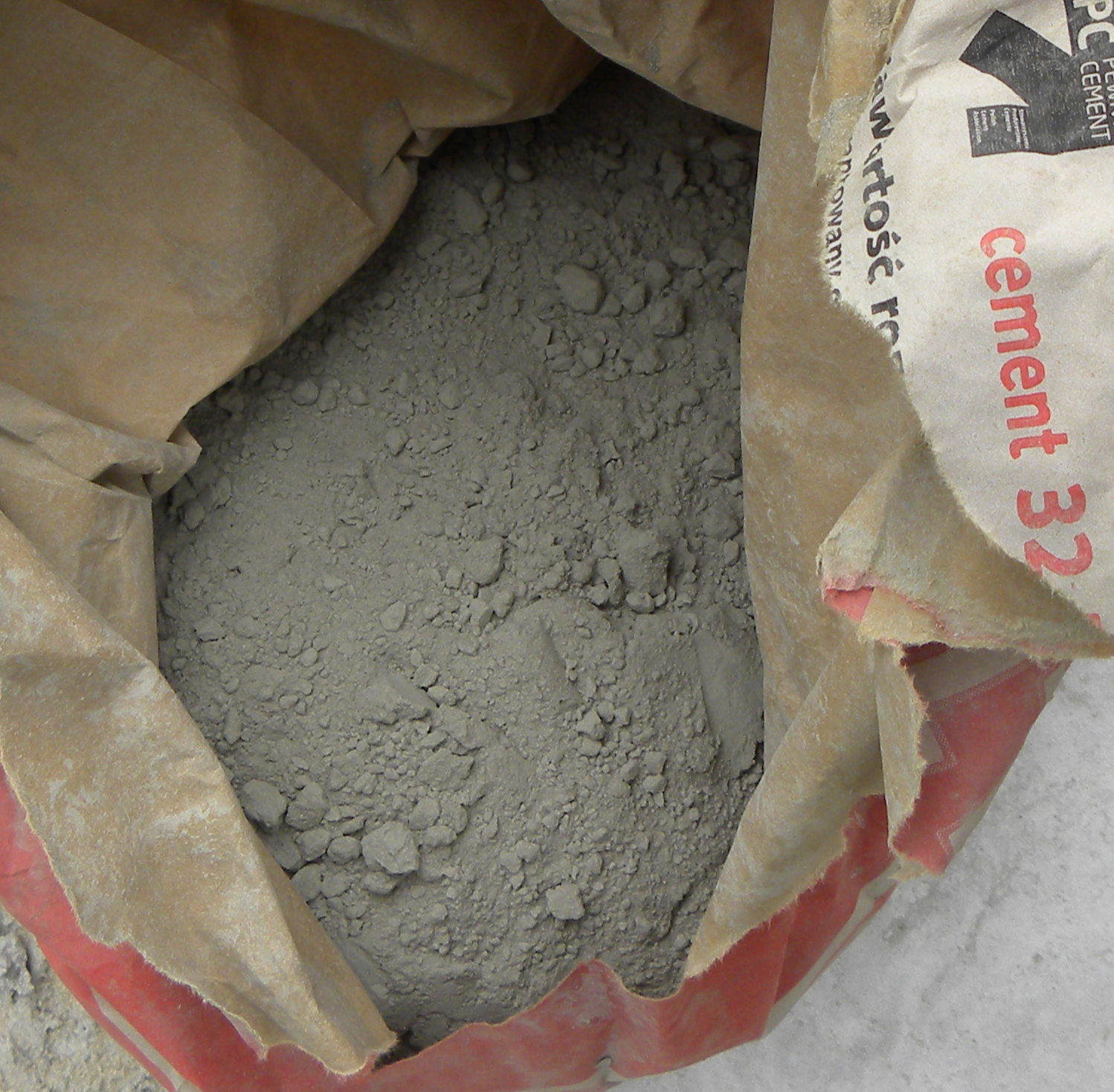
Cement is een bekend hydraulisch bindmiddel

Een hydraulisch bindmiddel is een stof die in aanwezigheid van water reageert en verhardt en dit even goed onder water als aan de lucht - dit laatste als gevolg van de luchtvochtigheid - , en die bovendien na de verharding niet meer desintegreert in water. De bekendste hydraulische bindmiddelen zijn cement en hoogovenslak, dat latent hydraulisch is, maar ook kalk-puzzolaanmengsels of Romeins beton heeft hydraulische eigenschappen. Uitgeharde kalk, gips of gedroogde klei of leem lossen weer op in water en zijn dus geen hydraulisch bindmiddel.
Het is het type en met name de oplosbaarheid van de reactieproducten die bepalen of een bindmiddel hydraulisch is. De reactieproducten van hydraulische bindmiddelen vertonen karakteristiek een erg lage oplosbaarheid in water en zijn dus stabiel in waterig midden. In het geval van de hydratatie van portlandcement en de puzzolane reactie optredend tussen kalk worden weinig oplosbare calciumsilikaathydraten en calciumaluminaathydraten gevormd als hoofdbestanddeel van het gehydrateerd en uitgehard cement.